# Kamionka (dopływ Łososiny)
Kamionka, Kamieński Potok, Kamieński – potok, lewy dopływ Łososiny o długości 4,13 km i powierzchni zlewni 7,23 km². Płynie przez wieś Kamionka Mała w województwie małopolskim, w powiecie limanowskim, w gminie Laskowa.
Potok wypływa na wysokości około 470 m na północnych stokach Jastrząbki (567 m) i południowych Łopusza Wschodniego (612 m). Spływa początkowo w południowo-wschodnim kierunku doliną pomiędzy grzbietami tych wzniesień, potem zakręca w południowo-zachodnim i na wysokości 300 m uchodzi do Łososiny. Cała zlewnia potoku znajduje się w Beskidzie Wyspowym.